# Episodi di Kung Fu: la leggenda continua (seconda stagione)
La seconda stagione della serie televisiva Kung Fu: la leggenda continua è stata trasmessa in anteprima negli Stati Uniti d'America in syndication tra il 24 gennaio 1994 e il 28 novembre 1994.
| nº | Titolo originale                 | Titolo italiano | Prima TV USA     | Prima TV Italia |
| -- | -------------------------------- | --------------- | ---------------- | --------------- |
| 1  | Return of the Shadow Assassin    |                 | 24 gennaio 1994  |                 |
| 2  | May I Ride with You              |                 | 31 gennaio 1994  |                 |
| 3  | Dragon's Daughter                |                 | 9 febbraio 1994  |                 |
| 4  | An Ancient Lottery               |                 | 14 febbraio 1994 |                 |
| 5  | Laurie's Friend                  |                 | 21 febbraio 1994 |                 |
| 6  | Temple                           |                 | 28 febbraio 1994 |                 |
| 7  | Only the Strong Survive          |                 | 7 marzo 1994     |                 |
| 8  | Out of the Woods                 |                 | 14 marzo 1994    |                 |
| 9  | Tournament                       |                 | 18 aprile 1994   |                 |
| 10 | The Bardo                        |                 | 25 aprile 1994   |                 |
| 11 | The Possessed                    |                 | 2 maggio 1994    |                 |
| 12 | Warlord                          |                 | 9 maggio 1994    |                 |
| 13 | The Innocent                     |                 | 16 maggio 1994   |                 |
| 14 | Magic Trick                      |                 | 23 maggio 1994   |                 |
| 15 | Aspects of the Soul              |                 | 10 ottobre 1994  |                 |
| 16 | Kundela                          |                 | 17 ottobre 1994  |                 |
| 17 | The Gang of Three                |                 | 24 ottobre 1994  |                 |
| 18 | Sunday at the Museum with George |                 | 31 ottobre 1994  |                 |
| 19 | Dragonswing II                   |                 | 7 novembre 1994  |                 |
| 20 | Sing Wah                         |                 | 14 novembre 1994 |                 |
| 21 | Enter the Tiger                  |                 | 21 novembre 1994 |                 |
| 22 | Retribution                      |                 | 28 novembre 1994 |                 |